# Roman Kroitor
Roman Kroitor (12 de desembre de 1926 - 16 de setembre de 2012) va esser un cineasta canadenc conegut per ser un practicant primerenc de cinéma vérité i com a cofundador d'IMAX, i creador de la Sandde, un sistema de dibuixos a mà d'animació estereoscòpica. També va ser la inspiració original del concepte de la Força, popularitzat en la sèrie de Star Wars.
Va estudiar filosofia i psicologia a la Universitat de Manitoba i després va treballar pel National Film Board of Canada, primer com a assistent de producció i després com a editor de cinema. Va dirigir la seva primera pel·lícula, Rescue Party el 1949. També va escriure el curt animat NFB It's A Crime (1957), va ser productor en la pel·lícula Propaganda Message (1974), i va produir i va dirigir In the Labyrinth, llançat com una pel·lícula de teatre el 1979.

## Filmografia
- Age of the Beaver, 1952 (editor)
- Rescue Party, 1952 (director)
- Paul Tomkowinkz: Street-railway Switchman, Faces of Canada/Snowscapes series, 1952 (director; co-escriptor amb Stanley Jackson; co-editor i co-productor amb Tom Daly)
- Farm Calendar, 1955 (director; escriptor)
- To Serve the Mind, Documentary Showcase/Mental Health series, 1955 (co-escriptor amb Stanley Jackson)
- Introducing Canada, 1956 (co-editor amb Tom Daly)
- L’Année B la ferme, 1957 (director; escriptor)
- City of Gold, Documentary Showcase series, 1957 (co-escriptor amb Pierre Berton, Robert Choquette)
- The Great Plains, Canadian Geography series, 1956 (director; editor)
- It's a Crime, Documentary Showcase/Snowscapes series, 1957 (escriptor)
- Blood and Fire, Candid Eye series, 1958 (co-productor amb Wolf Koenig)
- Country Threshing, Candid Eye series, 1958 (co-productor amb Wolf Koenig)
- The Days Before Christmas, Candid Eye series, 1958 (co-editor amb René Laporte, Wolf Koenig; co-productor amb Wolf Koenig)
- A Foreign Language, Candid Eye series, 1958 (co-productor amb Wolf Koenig)
- Memory of Summer, Candid Eye series, 1958 (co-productor amb Wolf Koenig)
- Pilgrimage, Candid Eye series, 1958 (co-productor amb Wolf Koenig)
- Police, Candid Eye series, 1958 (co-productor amb Wolf Koenig)
- The Back-breaking Leaf, Candid Eye/Documentary 60 series, 1959 (co-productor amb Wolf Koenig)
- La Battaison, 1959 (co-productor amb Wolf Koenig)
- The Canadians, 1959 (productor executiu)
- Emergency Ward, Candid Eye/Documentary 60 series, 1959 (co-productor amb Wolf Koenig)
- End of the Line, Candid Eye/Documentary 60 series, 1959 (co-productor amb Wolf Koenig)
- Glenn Gould – Off the Record, Candid Eye/Documentary 60 series, 1959 (co-director i co-productor amb Wolf Koenig)
- Glenn Gould – On the Record, Candid Eye/Documentary 60 series, 1959 (co-director i co-productor amb Wolf Koenig)
- The Cars in Your Life, Candid Eye/Documentary 60 series, 1960 (co-productor amb Wolf Koenig) a.k.a. a Down and 24 Months to Pay
- I Was a Ninety-pound Weakling, Documentary 60 series, 1960 (co-productor amb Wolf Koenig)
- Universe, 1960 (co-director amb Colin Low; escriptor)
- The Days of Whiskey Gap, 1961 (co-productor amb Wolf Koenig)
- Festival in Puerto Rico, Candid Eye series, 1961 (co-director i co-editor amb Wolf Koenig; productor)
- Lonely Boy, 1961 (co-director amb Wolf Koenig; productor)
- University, Explorations series, 1961 (co-productor amb Wolf Koenig)
- The Living Machine, Explorations series, 1961 (director; co-productor amb Tom Daly)
- Above the Horizon, 1964 (co-director with Hugh O’Connor; co-productor amb Hugh O’Connor, Tom Daly)
- Canadian Businessmen, 1964 (co-productor amb Wolf Koenig)
- The Hutterites, 1964 (co-productor amb Tom Daly)
- Legault’s Place, 1964 (co-productor amb Tom Daly)
- Nobody Waved Goodbye, 1964 (co-productor amb Donald Owen)
- Toronto Jazz, 1964 (productor)
- The Baymen, NFB Presents series, 1965 (co-productor amb Peter Jones)
- Stravinsky, 1965 (co-director amb Wolf Koenig; productor)
- Two Men of Mont-real, 1965 (co-productor amb Donald Brittain, John Kemeny, Tom Daly)
- Little White Crimes, NFB Presents series, 1966 (co-productor amb John Kemeny)
- In the Labyrinth, 1967 (co-director amb Colin Low, Hugh O’Connor; co-productor amb Tom Daly)
- IBM Close-up, 1968 (co-director amb Graeme Ferguson; productor)
- Tiger Child, 1970 (co-productor amb Iichi Ichikawa; escriptor; IMAX)
- Code Name Running Jump, 1972 (director; productor)
- Exercise Running Jump II, 1972 (director; escriptor; productor)
- Circus World, 1974 (director; co-editor amb Jackie Newell; productor)
- Man Belongs to the Earth, 1974 (co-productor amb Graeme Ferguson)
- Man the Hunter [Caribou], Man the Hunter series, 1974 (productor executiu)
- Propaganda Message, 1974 (co-productor amb Wolf Koenig)
- Man the Hunter [Fishing], Man the Hunter series, 1975 (productor executiu)
- Man the Hunter [Seal Hunting], Man the Hunter series, 1975 (productor executiu)
- Bargain Basement, 1976 (productor)
- For Gentlemen Only, 1976 (productor executiu)
- Listen Listen Listen, 1976 (productor executiu)
- Schefferville 4th Arctic Winter Games, 1976 (co-productor executiu amb Dennis Sawyer)
- Striker, 1976 (productor executiu)
- The World is Round, 1976 (productor executiu)
- L’Âge de la machine, 1977 (co-productor amb Jacques Bobet)
- Back Alley Blue, 1977 (productor executiu)
- Bekevar Jubilee, 1977 (productor executiu)
- Breakdown, 1977 (productor executiu)
- Flora: Scenes from a Leadership Convention, People and Power series, 1977 (co-productor executiu amb Arthur Hammond)
- Happiness Is Loving Your Teacher, 1977 (productor executiu)
- Henry Ford’s America, 1977 (co-productor amb Donald Brittain i Paul Wright)
- Hold the Ketchup, 1977 (productor executiu)
- I Wasn’t Scared, 1977 (co-productor executiu amb Vladimir Valenta)
- Nature’s Food Chain, 1977 (productor executiu)
- One Man, 1977 (co- productor amb Michael Scott, James de Beaujeu Domville, Tom Daly, Vladimir Valenta)
- Sail Away, 1977 (productor executiu)
- Strangers at the Door, Adventures in History series, 1977 (co-productor executiu amb John Howe, Maxine Samuels)
- Oh Canada, 1978 (co-productor with Wolf Koenig, Robert Verrall, Dorothy Courtois)
- Easter Eggs, Canada Vignettes series, 1978 (productor executiu)
- Margaret Laurence, First Lady of Manawaka, 1978 (productor executiu)
- The Point, 1978 (productor executiu)
- The Red Dress, Adventures in History series, 1978 (co-productor executiu amb Dieter Nachtigall)
- The Russels, 1978 (productor executiu)
- So Long to Run, 1978 (productor executiu)
- Teach Me to Dance, Adventures in History series, 1978 (co-productor amb Vladimir Valenta, John Howe)
- Voice of the Fugitive, Adventures in History series, 1978 (productor executiu)
- The War is Over, Adventures in History series, 1978 (productor executiu)
- Bravery in the Field, Adventures in History series, 1979 (co-productor amb Stefan Wodoslawsky; productor executiu)
- Gopher Broke, Adventures in History series, 1979 (co-productor amb Stefan Wodoslawsky; productor executiu)
- Love on Wheels, Canada Vignettes series, 1979 (productor executiu)
- Northern Composition, 1979 (productor executiu)
- Revolution's Orphans, Adventures in History series, 1979 (co-productor executiu amb Rob Iveson)
- Twice Upon a Time, 1979 (co-productor amb Stefan Wodoslawsky)
- Why Men Rap, 1979 (productor executiu)
- Acting Class, 1980 (productor executiu)
- Challenger: An Industrial Romance, 1980 (productor executiu)
- Challenger: An Industrial Romance [versió curta], 1980 (productor executiu)
- Coming Back Alive, 1980 (co-productor amb Wolf Koenig)
- Maritimes Dig, Canada Vignettes series, 1980 (productor executiu)
- Nose and Tina, 1980 (productor executiu)
- Prehistoric Artifacts, New Brunswick, Canada Vignettes series, 1980 (productor executiu)
- This was the Beginning, Part 1: The Invertebrates, 1980 (productor executiu)
- This was the Beginning, Part 2: The Vertebrates, 1980 (productor executiu)
- Arthritis: A Dialogue with Pain, 1981 (co-productor executiu amb Robert Verrall)
- Baxter Earns His Wings, 1981 (productor executiu)
- First Winter, Adventures in History series, 1981 (productor executiu)
- Hail Columbia!, 1981 (co-productor amb Graeme Ferguson; IMAX)
- Where the Buoys Are, 1981 (productor executiu)
- Laughter in My Soul, 1983 (co-productor executiu amb Robert Verrall)
- Skyward, 1985 (co-productor amb Susumu Sakane; IMAX)
- Starbreaker, 1984 (co-editor amb Bruce Mackay; productor; co-productor executiu amb Robert Verrall)
- A Freedom to Move, 1985 (productor executiu; IMAX)
- We Are Born of Stars, 1985 (productor; escriptor; OMNIMAX3D)
- Heart Land, 1987 (co-productor amb Sally Dundas; IMAX)
- Echoes of the Sun, 1990 (co-productor amb Fumio Sumi, Sally Dundas; co-escriptor amb Nelson Max, Colin Low; IMAX)
- Flowers in the Sky, 1990 (co-productor amb Charles Konowal; IMAX)
- The Last Buffalo, 1990 (co-productor amb Sally Dundas; IMAX3D)
- Rolling Stones: "At the Max", 1991 (co-director amb Julien Temple, David Douglas, Noel Archambault; IMAX)
- Imagine, 1993 (co-productor amb Hyok-Kyu Kwon; IMAX3D)
- Paint Misbehavin’, 1996 (director; co-productor amb Steve Hoban; IMAX3D)
- The Reality Trip, 1997 (apareix com ell mateix; Televisió)
- Cinéma Vérité: Defining the Moment, 1999 (apareix com ell mateix)
- Cyberworld, 2000 (co-productor amb Sally Dundas, Steven Hoban, Hugh Murray; IMAX)